# Томазо Траверса
Томазо Травеса (итал. Tommaso Traversa — Торино, 4. август 1990) професионални је италијански хокејаш на леду који игра на позицијама левокрилног нападача и центра. 
Члан је сениорске репрезентације Италије за коју је дебитовао током 2011, док је на светским првенствима дебитовао на СП прве дивизије 2016. године. 
Од 2016. игра у дресу екипе Ритена у Алспкој лиги, са којом је и освојио титулу италијанског првака у сезони 2016/17.